# Bulbophyllum lambii
Bulbophyllum lambii är en orkidéart som beskrevs av Jaap J. Vermeulen. Bulbophyllum lambii ingår i släktet Bulbophyllum och familjen orkidéer. Inga underarter finns listade i Catalogue of Life.